# Protaetiomorpha
Protaetiomorpha is een geslacht van kevers uit de familie bladsprietkevers (Scarabaeidae). Het geslacht werd voor het eerst wetenschappelijk beschreven in 1968 door René Mikšič.

## Soorten
- Protaetiomorpha felina (Gory & Percheron, 1833)
- Protaetiomorpha flavovariegata (Mohnike, 1873)
- Protaetiomorpha inornata (Heller, 1898)